# Independence (Louisiana)
Independence ist eine Stadt im Tangipahoa Parish im US-Bundesstaat Louisiana mit 1724 Einwohnern (Stand: 2000).

## Geographie
Independence befindet sich im Südosten von Louisiana. Die Stadt bedeckt eine Fläche von 5,8 km².

## Demographie
Nach der Volkszählung von 2000 leben 1724 Menschen in der Stadt. Davon sind 60,90 % Weiße, 36,25 % Afroamerikaner, 1,39 % Hispanics und Latinos, 0,75 % Asiaten, 0,41 % Amerikanische Ureinwohner und 1,68 % sind einer anderen oder mehreren Ethnien zuzuordnen.
Von den 633 Haushalten haben 31,2 % ein oder mehrere Kinder unter 18 Jahre und 42,1 % bestehen aus Ehepaaren.
Das Durchschnittsalter beträgt 35 Jahre.
Das Durchschnittseinkommen steht pro Haushalt bei $22.446 und pro Familie bei $30.685. 20,8 % der Familien und 29,3 % der Stadtbevölkerung leben unterhalb der Armutsgrenze.

## Kunst und Kultur
Independence hat eine große italienisch-amerikanische Gemeinde und veranstaltet jeden April ein großes italienisches Festival. Im frühen 19. Jahrhundert siedelten sich erstmals Italiener in der Region des heutigen Independence an und bescherten der Stadt so den Beinamen Little Italy.
Des Weiteren sind das Zentrum für Landeskunde der Southeastern Louisiana University und Touristeninformations-Centrum des Tangipahoa Parish in Independence ansässig.

## Söhne und Töchter der Stadt
- Lexi Belle (* 1987), bekannte Porno-Darstellerin
- Robert Crais (* 1953), Kriminalschriftsteller